# HD 192983
HD 192983，又名BD+49 3236，SAO 32400、HR 7755，是一颗恒星，视星等为6.31，位于銀經85.82，銀緯8.38，其B1900.0坐标为赤經20h 12m 48.8s，赤緯+49° 8.38′ 29″。